# Canton, Maine
Canton är en kommun (town) i Oxford County i Maine. Vid 2010 års folkräkning hade Canton 990 invånare.